# Magdalensberg

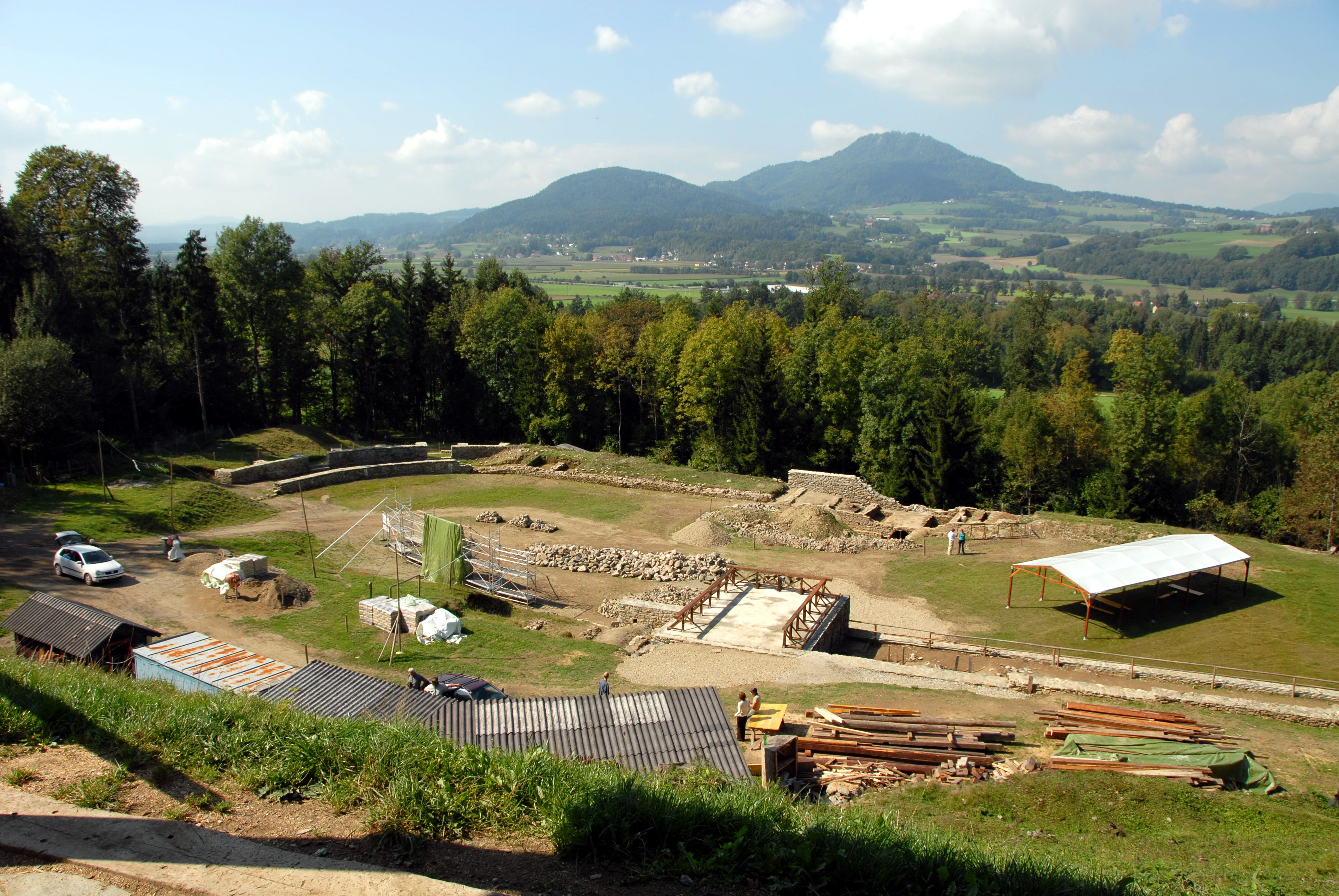
Az ásatás déli része

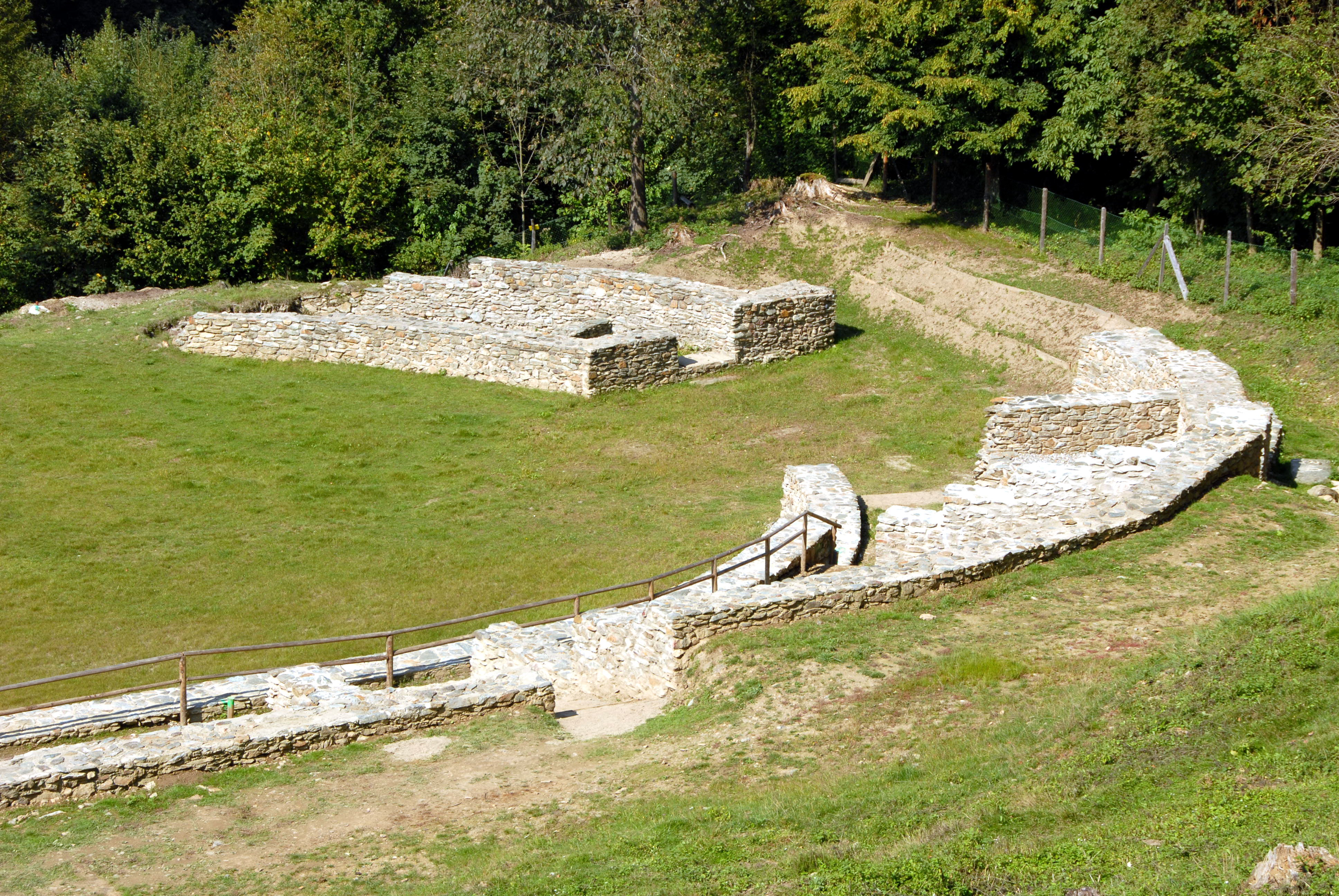
Az amfiteátrum ásatása

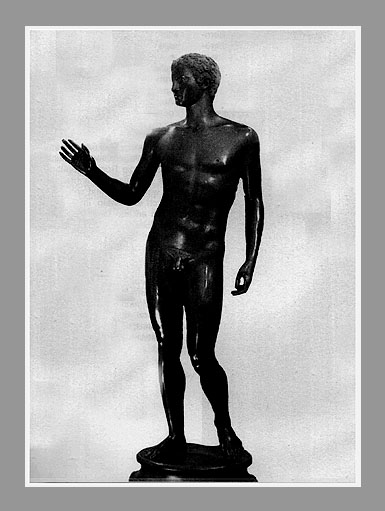
A „Magdalensbergi ifjú”

Magdalensberg ausztriai hegy, melynek területén korábban kelta, majd római kori nevén Virunum település volt, az itt elhelyezkedő kelta királyságok területén, vagyis már a római birodalmi kor előtt létező kelta település. Az i. e. 40-es években felső-itáliai kereskedők céltudatosan kereskedő- és árútermelő gazdasági központtá fejlesztették. Noricum területének római megszállását követően Virunum néven a provincia politikai, katonai és gazdasági székhelyévé vált.

## Történeti kép
A település és környéke a római birodalmi hódítást megelőzően kelta népesség által lakott térség volt, s a település ilyen módon a Noricumban élő kelták igazgatási központjaként is szolgált. A kelta település és a római-itáliai kereskedők közti viszonyokat egy, még az i. e. 170-ben megkötött hospitium publicum, (együttműködési megállapodás) „állami vendégbarátsági egyezmény” formájában szabályozta. Ez az egyezmény az érintett térségben a rómaiak és a kelták közt jogilag szabályozta a kereskedelmi célú szabadterület(ek) (mai fogalomként szabadkereskedelmi övezet) kijelölését és használatát.
A kereskedelmi-gazdasági kapcsolatok ezen formájának alapját az alapvető (primér) kereskedelmi áruként szolgáló, az Alpok vidékén található nyersanyagok - mindenekelőtt az úgynevezett noricumi vas képezte. Archeometallurgiai kutatások számos eredménye jelzi, hogy a ferrum Noricumot az itáliai kereskedők nem feldolgozott vasárúként, hanem értékes natur-vasércként vásárolták fel itt, az Alpok vidékén, - többek közt a magdalensberg környéki területek - bányáiból. Magdalensberg, mint gazdasági település, kezdetben előfeldolgozó ipari tevékenységet látott el. Erre utalnak régészeti leletei is.
Magdalensberg - még a kelta királyság idejéből származó - legkorábbi római kori településnyomai téglalap-formájú, előre elkészített, falazott pincék feletti favázas építményekből származnak, amelyek a kalmárfórum és a későbbi ún. Fórumtemplom részén napjainkban is megtekinthetők. A csarnokszerű, faváz-szerkezetű építményekben a távolibb környéki bányákból beszállított „ferrum Noricum”–ot vastömbökké (bugákká?) dolgozták fel. A fórum keleti részén egy 33x19 méter méretű, bazilikaszerű méretes építmény található. Ez feltételezhetően gyűlés-, vagy tanácsterem lehetett, az itáliai (valószínűleg Aquileia térségéből való) kereskedők és üzemvezetők számára, akik itt - talán egy conventus civium Romanorum negotiandi causa – formájú római kalmáregyesület tagjai lehettek.
Az Augusztus császár alatti, az i. e. 15-16-i Alpesi hadjáratkor a noricumi kelta királaság Róma fennhatósága alá került és megkezdődött a város romanizálása, ki- és átépítése, egyúttal a kelta-római kalmárság hagyományainak felszámolása is Magdalensbergen. Mindemellett, a római okkupáció egyébként békés honfoglalásként bonyolódott le, s itt, Mint központban, a területi katonai és közigazgatási centrum infrastrukturális berendezkedését is kialakították. Az itt tovább élő helyi törzsekkel való békés együttélésre utalnak azok emlék- feliratok, amelyek császári család helyi jelenlétét jelzik, s ezt az itt feltárt nagyépítménybeli leletek is valószínűsítenek.

## A régészeti kutatások
A 19. század közepével keltezett régészeti leletek, valamint a Karintiai Tartományi Múzeum által, Magdalensbergen 1948 óta évente módszeresen folyó archeológiai kutatások
- sírterületekre,
- városközpontra, valamint
- a Magdalensberg csúcsán egy római kori erődítmény-létesítményre utaltak.

A feltárás alkalmával egy korábban nem ismert régebbi, la Téne-kori előzmény-településre bukkantak, Az ősi település feltárásával szemléletes képet nyújt a római kori kolónia előzményeire. Számtalan kislelet, onomasztikus anyagok, epigráfiai nyomok, és négy, az Augusztus családja által használt olyan vallás szertartásrendje került elő, amelyet nyolc helyi kelta törzs is szolgált. A szertartás-táblák egy Augusztus császárkori emlékmű talapzatáról valók és ezek bizonnyal a legrégibb - Ausztriában található - feliratoknak minősülnek.